# Карабагиш (посёлок)
Карабагиш (узб. Qorabagʻish / Қорабағиш) — посёлок городского типа, расположенный на территории Мархаматского района Андижанской области Республики Узбекистан.

Статус посёлка городского типа с 2009 года.